# كمال الهلباوي
 كمال توفيق الهلباوي (1939 - 28 فبراير 2023) المتحدث السابق باسم جماعة الإخوان المسلمين في الغرب، والرئيس المؤسس للرابطة الإسلامية في بريطانيا وكاتب مصري. نقلت وسائل أنباء استقالته من الجماعة يوم 31 مارس 2012 - على خلفية ترشيحها خيرت الشاطر لرئاسة الجمهورية.

## المؤهلات العلمية
درس في كلية الآداب بجامعة القاهرة وتخرج منها سنة 1960. كما درس في الجامعة الأميركية بالقاهرة متخصصًا بإدارة أعمال، وتخرج منها سنة 1971.

## المهام والمناصب
- الرئيس المؤسس للرابطة الإسلامية في بريطانيا.
- رئيس مجلس إدارة المؤسسة الإسلامية للاستثمار بالمملكة المتحدة، بدايةً من سنة 1997.
- عضو في لجنة الشؤون الخارجية بالمجلس الإسلامي الأوروبي.
- المتحدث الرسمي باسم التنظيم العالمي للإخوان المسلمين في الغرب. استقال من المنصب عام 1997.
- مستشار مركز الدراسات السياسية بالمملكة المتحدة، منذ سنة 1994 وحتى سنة 1997.
- مدرس جامعي بأكاديمية الدعوة، بالجامعة الإسلامية العالمية، منذ سنة 1988 وحتى سنة 1994.
- مستشار ومحاضر معهد الدراسات السياسية بباكستان، منذ سنة 1988 حتى سنة 1994.
- مستشار الهيئة العربية للتعليم بالمملكة العربية السعودية، منذ سنة 1982 حتى سنة 1987.
- منسق الاتصال ببيت الرفاه الإسلامي بالمملكة المتحدة، منذ سنة 1980 حتى سنة 1981.
- عضو مؤسس للندوة العالمية للشباب الإسلامي، ثم مدير تنفيذي لها منذ سنة 1973 حتى سنة 1980.
- متخصص في الدراسات الإستراتيجية.

## من مؤلفاته
- «السياسة الأميركية في الشرق الأوسط»
- «الإستراتيجيات الدولية في القضية الأفغانية».

شارك في صفحة وجهات نظر على الجزيرة.نت معبرا عن وجهة نظره الخاصة في عدد من قضايا العالم العربي والإسلامي ومنها:
- «وقائع الأحداث وبناء المستقبل»
- «الأمن المنشود والحق المفقود»
- «التفكير الاستراتيجي الأميركي.. سمات ومقومات»
- «أزمة الأمة الإسلامية المعاصرة وغياب التفكير»
- «أفغانستان.. الماضي القريب والحاضر والمستقبل»